# Zooloretto
Zooloretto ist ein Brettspiel für zwei bis fünf Spieler von Michael Schacht. Es erschien 2007 bei Abacusspiele und wurde zum Spiel des Jahres 2007 gewählt.
Als Zoobesitzer versuchen die Spieler einen möglichst erfolgreichen Zoo aufzubauen und dabei möglichst viele Besucher anzulocken.
Der Name des Spiels „Zooloretto“ wurde nicht vom Autor gewählt, sondern auf den Internationalen Spieltagen 2006 durch einen eigens durchgeführten Namenswettbewerb entschieden.

## Spielausstattung
- 88 Tierplättchen
- 16 Nachwuchsplättchen
- 12 Verkaufsstände
- 12 Münzplättchen
- 5 Zootafeln
- 5 Ausbautafeln
- 5 Wagen
- 30 Münzen
- 1 Holzscheibe
- 1 Spielregel

## Spielablauf
Die Spieler versuchen in ihren jeweiligen Zoo so viele Besucher wie möglich zu locken. Dafür stehen dem Spieler Gehege verschiedener Größe zur Verfügung, in welchen unterschiedliche Tiere gehalten werden können.
Bei einem Spielzug hat der Spieler drei Wahlmöglichkeiten. Zum einen kann er eine der noch nicht aufgedeckten Tierkarten aufdecken. Deckt er eine solche Karte auf, muss er sie auf einen Transportwagen seiner Wahl legen. Jeder Transportwagen hat Platz für drei Karten, sind alle Transportwagen belegt, darf der Spieler keine Karten aufdecken.
Weiterhin kann der Spieler einen Transportwagen nehmen, auf welchem mindestens eine Karte liegt. Die Tiere auf dem Wagen muss er dann entweder in ein Gehege stellen oder, wenn keins mehr frei ist, in den Stall. Für Tiere im Stall gibt es Minuspunkte. Hat der Spieler zwei Tiere derselben Art, aber unterschiedlichen Geschlechts im selben Gehege, bekommt dieses Paar ein Baby. Wenn das Gehege dafür zu eng ist, muss das Kind in den Stall. Nach der Aufnahme eines Transportwagens muss man aussetzen, bis alle anderen Spieler ebenfalls einen Transportwagen genommen haben.
Unter den Tierkarten befinden sich auch Sonderkarten, die zur Anwendung kommen, wenn der entsprechende Transportwagen gewählt wird: 
Extra Geld: der Spieler bekommt Geld.
Verkaufsstand: Ein Kiosk kann auf speziellen Plätzen im Zoo errichtet werden. Dieser bringt bei der Wertung zusätzliche Punkte.
Weiterhin kann der Spieler Geldaktionen durchführen. Dazu zählen das Versetzen einer Tierkarte innerhalb seines Zoos, Tausch von Tierarten, Kauf bzw. Verkauf von Tieren anderer Mitspieler und der Ausbau des Zoos. Wenn die Tierkarten aufgebraucht sind, endet das Spiel. Je nach Anzahl der Tiere in den Gehegen und den Verkaufsständen erhalten die Spieler Punkte. Der Spieler mit der höchsten Punktzahl hat gewonnen.

## Erweiterungen
1. Drei Extragehege
2. Der Streichelzoo
3. Drei Zusatzgebäude
4. Die Wanderbaustellen (Beilage Spielbox)
5. Der Eisbär (Messe Special 2007)
6. Riogrande Package (US) (Erweiterungen 1–5)
7. Der Gorilla (Messe Special 2008)
8. Der Grizzly (Messe Special 2009)
9. Der Iberische Luchs (Messe Special 2013, Postkarte 2010)
10. Die Krake (Messe Special 2010, auch mit Aquaretto spielbar)
11. Der Tapir (Messe Special 2013)
12. Der Kiwi (Messe Special 2015)
13. Der Katta (Messe Special 2011)
14. Das Rentier (als Download 2012)
15. Der Weihnachtsbaum (Spielbox Magazin 2010)
16. Das Weihnachtsgeschenk (Adventskalender 2016)
17. Das Stinktier (Adventskalender 2015)
18. Langer Ludwig (Messespecial 2014)
19. Die Auftragskarten
20. Das Sparbuch
21. Die Erlebnisbahn (Erweiterung zu Aquaretto)
22. Drei Mitarbeitertafel (Erweiterung zu Aquaretto)
23. Aquaretto (eigenständiges Spiel, das auch mit Zooloretto kombiniert werden kann)
24. Zooloretto XXL, die erste große Erweiterung in Schachtelform[1]
25. Zooloretto exotic, die zweite große Erweiterung in Schachtelform[2]
26. Zooloretto mini (siehe Aquaretto)
27. Zooloretto Boss, die dritte große Erweiterung in Schachtelform[3]